# La Motte-en-Champsaur
La Motte-en-Champsaur település Franciaországban, Hautes-Alpes megyében. Lakosainak száma 207 fő (2022. január 1.). La Motte-en-Champsaur Champoléon, La Chapelle-en-Valgaudémar, Saint-Jacques-en-Valgodemard, Saint-Maurice-en-Valgodemard, Saint-Michel-de-Chaillol, Aubessagne és Saint-Bonnet-en-Champsaur községekkel határos.

## Népesség
A település népességének változása:
| Lakosok száma | 182  | 167  | 155  | 175  | 223  | 215  | 217  | 212  | 209  | 207  |
|               | 1968 | 1982 | 1990 | 2006 | 2013 | 2015 | 2017 | 2019 | 2020 | 2022 |